# Долгов, Олег Николаевич
Оле́г Никола́евич Долго́в (21 августа 1976, Шамкино, Чувашия — 16 января 1996, Первомайское, Дагестан) — участник Чеченской кампании, рядовой. Герой Российской Федерации (20.07.1996, посмертно).

## Биография
Родился 21 августа 1976 года в селе Шамкино республики Чувашия. После рождения Олега семья переехала в Самарскую область, в посёлок Луначарский.
В 1994 году окончил училище по специальности: «мастер сельскохозяйственного строительства».
До службы в армии Олег Долгов занимался дзюдо, неоднократно выступая и побеждая на соревнованиях, в том числе всероссийского масштаба. После службы в армии, решил продолжить военное дело и поступил на службу в отряд специального назначения «Русь», где заслужил краповый берет.
В январе 1996 года при проведении спецоперации по освобождению заложников, захваченных в Кизляре отрядом Салмана Радуева, в селе Первомайское Олег Долгов входил в одну из штурмовых групп. Долгов одним из первых закрепился на окраине села, прикрывая огнём остальных бойцов.
В ходе боя уничтожил, забросав гранатами, одну из огневых позиций противника. Сумел под его огнём освободить нескольких заложников. По свидетельствам товарищей убил при этом трёх бойцов неприятеля. Получив приказ поддержать боеприпасами соседнюю штурмовую группы, оставшуюся без патронов, Долгов с товарищем потащили ящик с патронами к ним. Огнём противника оба были легко ранены. Долгов уступил товарищу безопасное место, чтобы тот мог сделать перевязку, а сам привстал, чтобы оглядеться. При этом получил смертельное ранение.
Похоронен в поселке Луначарский Самарской области.
Указом Президента Российской Федерации № 1065 от 20 июля 1996 года за мужество и героизм, проявленные в ходе контртеррористической операции на Северном Кавказе рядовому Долгову Олегу Николаевичу присвоено звание Героя Российской Федерации (посмертно).

## Награды
- Герой Российской Федерации — 20 июля 1996 года (посмертно);

## Память

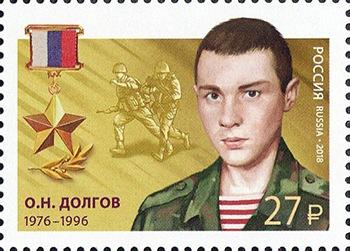
О. Н. Долгов на почтовой марке, 2018 год

- Приказом министра МВД Олег Долгов навечно зачислен в списки личного состава отряда «Русь»[2].
- В честь Олега Долгова в 2005 году в Тольятти проводились всероссийские соревнования по дзюдо «Звезда Героя».
- Его именем названа одна из улиц посёлка Луначарский и школа (МБУ г.о. Тольятти "Гимназия №48 имени Героя России О.Н. Долгова")
- Бюст Олега Долгова в 2019 году установлен в селе Шемурша Чувашской Республики (фото).
- 6 сентября 2018 года почтой России была выпущена почтовая марка из серии «Герой Российской Федерации» с изображением О. Н. Долгова. К выпуску марки также были подготовлены конверты первого дня и штемпеля специального гашения для Москвы и Санкт-Петербурга.